# Arsène Auguste
Arsène Auguste (Port-au-Prince, 1951. február 3. – Miami, 1993. március 20.) haiti válogatott labdarúgó.

## Pályafutása

### Klubcsapatban
1974-ben az RC Haïtien játékosa volt. 1975-ben az Egyesült Államokba költözött, ahol a New Jersey Brewers, a TB Rowdies és a Fort Lauderdale Strikers csapatában játszott nagy pályán és teremben is.
1975-ös Soccer Bowlon a Portland Timbers ellen Auguste állította be a 2–0-ás végeredményt.

### A válogatottban
A haiti válogatott tagjaként részt vett az 1974-es világbajnokságon, ahol pályára lépett a Lengyelország és az Olaszország elleni csoportmérkőzésen.
Tagja volt az 1973-as CONCACAF-bajnokságon győztes csapat keretének is, ahol Trinidad és Tobago, Honduras, és Guatemala ellen kezdőként kapott szerepet.

## Sikerei, díjai
Haiti
- CONCACAF-bajnokság győztes (1): 1973